# Suchitoto
Suchitoto  es un distrito del municipio de Cuscatlán Norte en el departamento de Cuscatlán, El Salvador. Su territorio ha sido habitado desde la época precolombina, y también fue el sitio donde se fundó la villa de San Salvador en 1528, que tuvo una breve existencia. A partir de la finalización de la guerra civil salvadoreña, la localidad ha prosperado hasta convertirse en uno de los más importantes sitios turísticos de este país debido a su arquitectura de estilo colonial muy bien preservado en toda la localidad con sus calles empedradas, lo cual ha permitido que se instalen hostales, restaurantes y cafés pintorescos que dan la sensación de estar en la época colonial hispánica. Según el censo oficial de 2024, tiene una población de 22.716 habitantes.

## Historia

### Época precolombina y colonización española
La población es de origen precolombino, y sus moradores pertenecían a la etnia pipil. Ya era un sitio densamente poblado a la llegada de los conquistadores españoles, quienes refundaron la villa de San Salvador a unos 12 km de este lugar por Diego de Alvarado en el valle de la Bermuda en abril de 1528, mediante disposición del teniente de gobernador y capitán general don Jorge de Alvarado. La fundación original había tenido lugar en 1525 en un lugar no determinado.
La villa, puesta bajo la advocación de la Santísima Trinidad, tuvo una difícil existencia. Aparte del asedio de los nativos, los aldeanos enfrentaron la amenaza de Martín de Estete, un enviado de Pedrarias Dávila que pretendía que le reconocieran como su teniente gobernador y capitán general. Hacia 1539, los pobladores empezaron a trasladarse al valle de las Hamacas, sitio actual de la ciudad de San Salvador, por lo que el poblado de la Bermuda quedó abandonado. La autorización oficial del traslado fue realizada mediante resolución de la Real Audiencia de los Confines en 1545. Para el año 1550 Suchitoto tenía unos 600 habitantes.
Debido a su posición privilegiada, la localidad era cabecera parroquial de un extenso territorio del obispado guatemalteco. Para 1770, según Pedro Cortés y Larraz, existían unos 43 indios tributarios, por lo que se estimaba su población en 215 personas. Además, como cabeza de curato, ejercía jurisdicción en los pueblos de Jutiapa y Tenancingo. Precisamente, el prócer centroamericano Vicente Aguilar fue uno de sus párrocos. Por otro lado, cuando comenzó el auge de la fabricación de añil en la región en el siglo XVII, fue uno de sus centros de producción más importante. El año 1786, Suchitoto ingresó al Partido de San Salvador de la Intendencia de San Salvador. De acuerdo al Intendente Antonio Gutiérrez y Ulloa, habitaban en el lugar 911 personas para 1807.

### Época republicana
Ya en la época republicana, pasó a formar parte del departamento de San Salvador, una vez fue constituido dicho departamento el 12 de junio de 1824. Para 1835, mediante decreto del Jefe Supremo Nicolás Espinoza, se constituyó como cabecera del departamento de Cuscatlán, y era también parte del distrito de Suchitoto. La localidad adquirió el título de villa el 22 de marzo de 1836. Por otro lado, en medio de los conflictos que asolaron a la República Federal de Centro América, en Suchitoto se encontraba el General Francisco Morazán en el año 1839, quien trataba de impedir una avanzada de Francisco Ferrera. También fue allí donde recibió a los enviados del insurrecto Pedro León Velásquez, acantonado en San Salvador, quien le demandó su capitulación, pues, de no hacerlo, ejecutaría a su esposa Josefa Lastiri, su hijo natural Francisco y la recién nacida Adela junto a otros de sus familiares. Morazán respondió que atacaría esa ciudad aún pasando sobre los cadáveres de sus hijos. Al final, Morazán ocupó San Salvador y perdonó la vida a Velásquez.
En el 13 de enero de 1854, el gobernador José D. Montiel reporta en un informe de mejoras en el Departamento de Cuscatlán que en la Villa de Suchitoto se comenzó la obra de potrero de la cárcel, la cual quedaba adelantada y estaba por concluirse. Se habían reparado algunos caminos como los que van para San Salvador, Chalatenango y Santa Ana y un tiro de empedrado que se hizo en la plaza.
Durante la administración del Presidente Gerardo Barrios, Suchitoto alcanzó el título de ciudad por Decreto Ejecutivo del 15 de julio de 1858, sancionada por las Cámaras Legislativas el 11 de febrero de 1859. Para este mismo año, contaba con una población de 6.455 habitantes y entre sus vecinos había 4 abogados, 6 médicos, un agrimensor, 4 pintores y un escultor, así como 153 músicos. Además, un informe municipal, establecía: 

En el recinto de esta Ciudad se encuentran 265 casas de teja, de buena construcción y en algunas de ellas, no sólo se han consultado la seguridad y comodidades, sino también el gusto en cuanto lo permite el país. Fuera de este número hay un cabildo con sus correspondientes oficinas interiores, sus cárceles de hombres y mujeres con la debida separación unas de otras, y con sus potreros bastante cómodos para el desahogo de los reos...también tiene una campana de 115 libras para los usos de costumbre...se cuentan 308 casas de paja con corredores de teja, construidas sobre paredes de bahareque las más, y 347 enteramente pajizas, de la misma construcción, siendo por todas 922 casas fuera de las iglesias.

Suchitoto dejó de ser cabecera del departamento de Cuscatlán por Ley del 12 de noviembre de 1861, en favor de Cojutepeque.  
El alcalde electo para el año de 1863 era el señor don Lucio Quiñones.
Después de que se reglamentó la Policía Rural con Jueces de Policía rural en el 16 de mayo de 1868, se nombró a don Jesús Escobar y López como Juez de Policía Rural del Distrito de Suchitoto.
Para el año 1890 la localidad tenía 13.820 habitantes, y la población estaba dividida, según el historiador Guillermo Dawson: 

...en cuatro barrios, llamados San José, Santa Lucía, El Calvario y Concepción. Sus calles, empedradas la mayor parte, son bastante rectas. Tiene dos iglesias, de las cuales la parroquia es una hermosa y sólida construcción. de mampostería. Sus otros edificios públicos son el cabildo, cárceles y casas de escuela. Hay muy buenas y amplias casas particulares.

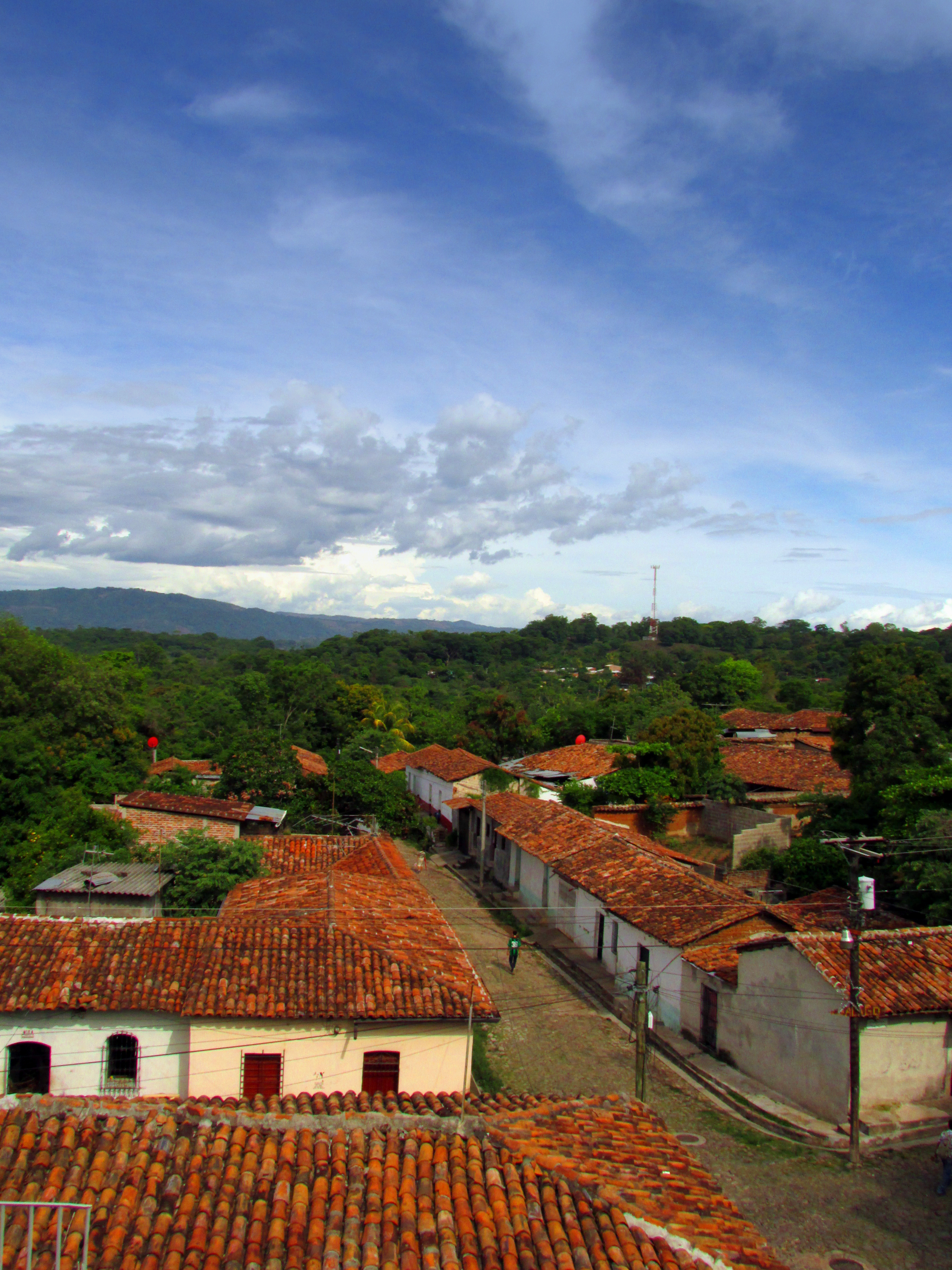
Casas de Suchitoto

### SiglosXXyXXI
Para el año 1958, fue celebrada con mucha solemnidad el centenario de la obtención del título de ciudad. La ocasión contó con la asistencia del Presidente José María Lemus, y también fue estrenado el escudo de la localidad. Para ese tiempo, Suchitoto era un importante centro comercial del área, por ser una de las rutas que permitían arribar a Chalatenango; además, existía un notable desarrollo de la ganadería y la agricultura. Su decaimiento inició con la construcción de la Central Hidroeléctrica Cerrón Grande, que provocó el surgimiento de un embalse en 1973 —conocido posteriormente como Lago de Suchitlán— y con ello el aislamiento de la población y la inundación de campos fértiles e incluso el cantón El Tablón y el cantón San Juan; asimismo, hubo pérdida de restos arqueológicos, uno que se encontraba en el caserío Hacienda Vieja, cantón El Tablón.
Durante los años 1980, Suchitoto sufrió el embate de la guerra civil de El Salvador. Aparte de la destrucción de sus edificios, los pobladores emigraron de la localidad, por lo que terminó casi abandonada. De acuerdo a un testimonio, de los 10 000 habitantes que tenía Suchitoto apenas permanecieron en el lugar unas 50 familias. En 1992, tras la firma de los Acuerdos de Paz de Chapultepec, inició su proceso de reconstrucción y el retorno de sus habitantes. Desde entonces, Suchitoto es uno de los emblemas turísticos de El Salvador, y en su crecimiento ha sido meritoria la labor del cineasta Alejandro Cotto.

## Geografía y toponimia
El distrito tiene una extensión de 329,2 km², y la cabecera una altitud de 388 m s. n. m. Su área comprende 28 cantones. Posee áreas naturales entre las que destacan: Colima (nor-poniente), el cerro Guazapa (sur-poniente), cerro Tecomatepe (sur), parte del bosque de Cinquera (oriente), y el bosque Corozal-El Platanar y embalse Cerrón Grande o Lago Suchitlán. La superficie del territorio se encuentra conformada por un 41,7% de planicies, por lo que se clasifica como medio-llano.
Toponimia
El topónimo Suchitoto, probablemente Suchitotoc, según Pedro Geoffroy Rivas, significa «Lugar del Pájaro Flor» (‘Suchi’: «Flor»; ‘toto’: «Pájaro»; ‘c’: en, «Lugar»); o también como: «Pájaro Flor» o «Lugar de Pájaros y Flores» (‘Suchi’, ‘Sushi’: «Flor», y ‘toto’, ‘tutu’: «Pájaro»). Asimismo, la evolución gráfica del topónimo ha sido: Suchitot (1548), Santa Lucía Suchitoto (1770), y Suchitoto (1807).

## Símbolos
Escudo
El Escudo de Suchitoto se encuentra dividido en cuatro cuarteles, y su interpretación es la siguiente: 

Los colores simbolizan: Azul, serenidad, reflexión, quietud, estudio; cuanto piensa y siente, y el pájaro vuela serenamente sobre las flores; el Rojo en cambio simboliza los momentos cruciales que pueden ser guerra, tragedia, gloria, poder, potestad, el pájaro permanece sereno, le es indiferente la tragedia o la gloria, pero sin perder el número romántico y poético de las flores.

La “S” de plata con deltas en los extremos, es el río Lempa que forma la “S” inicial de Suchitoto, que encierra en su simbología del “pájaro-flor”...La montaña es el Volcán de Guazapa, que simboliza la tierra Americana (en este caso Suchitoto). El Sol de Oro, simboliza el sol de la Cultura iluminando las tierras nuevas, ambos se encuentran en un cuartel rojo, porque la conquista fue violenta. En el cuarto cuartel, en azul tenue, se plasma la iglesia de Suchitoto como símbolo de las virtudes cristianas sobre un fondo de paz y hermosura. El lema “Primus in vita et in virtutivos vital” significa “Primero en la vida y las virtudes de la vida”, hace alusión a la tradición comúnmente aceptada que aquí en Suchitoto de dio el primer mestizaje. La corona, es una muralla de oro con Parteluces y Matacanes; encierra las tres virtudes teologales que son fe, Esperanza y Caridad, y simboliza el título de ciudad obtenido el 15 de Julio de 1858.

El emblema fue elaborado por el poeta y escritor Manuel José Arce y Valladares, con la colaboración de Alejandro Cotto, y presentado en el año 1958 en ocasión del centenario de la ciudad.
Himno
El himno de la ciudad también fue compuesto por el cineasta Alejandro Cotto, y sus primeras estrofas son las siguientes: 

Hoy nuestras voces cantan un himno.
Himno de alegría devoción y fe. 

Suchitoto flor y vuelo

Fuente de nuestro amor 

Faro del corazón

Nuevo destino te prometemos
 
Nuestro anhelo inspira tu blasón

## Cultura y sociedad
Fiestas religiosas y populares
Las fiestas patronales se celebran en el mes de diciembre en honor a Santa Lucía. Para esa ocasión, en Suchitoto se desarrollan diversas actividades religiosas y populares como las procesiones, presentaciones musicales, feria ganadera, quema de pólvora, elección y coronación de la reina de las fiestas, degustación de platillo típicos, bailes y ferias comerciales.
Otros eventos incluyen el aniversario del otorgamiento del título de ciudad el 15 de julio, con actos oficiales y desfiles escolares; así como el festival del maíz en el mes de agosto, el cual inició después de la celebración de los Acuerdos de Paz de Chapultepec, y el cual incluye la promoción de artesanías y alimentos a partir de ese grano; también se lleva a cabo la feria del añil en el mes de noviembre; y conmemoraciones del retorno de los pobladores a sus comunidades tras la finalización del conflicto armado como en Copapayo y El Chagüitón, entre otros. Asimismo, tienen realce la Semana Santa, el Día de la Cruz (3 de mayo), la conmemoración de la Independencia de Centroamérica el 15 de septiembre.
Festival Permanente de Arte y Cultura
Establecido por iniciativa del cineasta Alejandro Cotto el año de 1991, el festival tiene lugar en el mes de febrero en el Teatro de las Ruinas, y cuenta con la participación de artistas nacionales e internacionales, que muestran su arte en orquestas sinfónicas, música, ópera, danza, teatro, lecturas de poemas, o cantos gregorianos. Además, a lo largo del año y por lo menos una vez al mes, existen eventos culturales en diversos puntos de la ciudad.

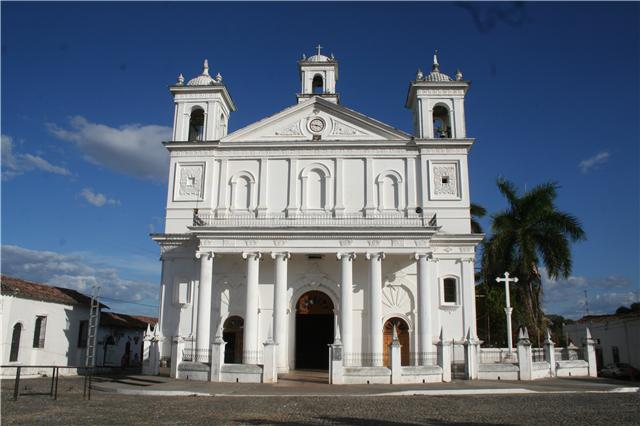
Iglesia de Santa Lucía, en la Plaza Central o Centenaria.

## Patrimonio
Iglesia de Santa Lucía
La primera iglesia de Suchitoto era de paja, y debido a un incendio a finales del siglo XVII, fue reconstruida con tejas y calicanto. El nuevo templo parroquial comenzó a erigirse en 1853 y la ejecución de la obra estuvo a cargo de Pío José Araujo, siendo párroco el presbítero Andrés Aguilar, aunque se tiene como el verdadero promotor de la obra a don Cayetano Bosque.
Su fachada presenta seis columnas jónicas y arcos de medio punto. Dos torres se erigen en ambos lados, en medio de las cuales hay un frontón triangular que se encuentra coronado por una pequeña torre. Un detalle peculiar son los platos de porcelana que adornan las cúpulas, uno de ellos arriba de un reloj, el cual se encuentra en medio del frontón. El templo, declarado Monumento Nacional en 1978, fue uno de los primeros construidos en El Salvador, a partir de la época republicana.
Ciudad Vieja
Ubicada a 12 km del casco urbano, en los terrenos de lo que sería la hacienda La Bermuda, se localizan los vestigios de la villa de San Salvador, fundada en abril de 1528. Son visibles los trazos de las calles, la Plaza Mayor, Iglesia de la Trinidad, Cabildo, y un muro al costado sur con puestos de vigilancia y control. El lugar fue declarado Sitio Histórico Nacional en 1975. De acuerdo al arqueólogo William R. Fowler, es notable la influencia de los nativos en las estructuras, quienes también habitaron el sitio en cantidad considerable.
Casa Museo de Alejandro Cotto
La casa del cineasta y escritor Alejandro Cotto contiene diversos objetos de valor cultural o histórico de hasta 400 años de antigüedad; la colección comprende fotografías, pinturas, muebles, filmoteca y hemeroteca. Además, la vivienda se encuentra adornada por jardines, fuentes y vista al Lago Suchitlán.
Entre los recuerdos de la colección de la casa, destacan la visita de los reyes de España en 2010 a la casa del cineasta. La casa es un homenaje a la ciudad, y desde agosto de 2009 el Centro Cultural Salvadoreño Americano es el administrador y custodio legal de los bienes y muebles del museo.
Hacienda Colima
Construida probablemente en 1773, la hacienda alcanzó su apogeo a principios del siglo XX, y conserva algunas de las antiguas estructuras. La heredad llegó a producir añil, algodón, madera y caña de azúcar; y desde 1932 se transformó en ingenio azucarero.

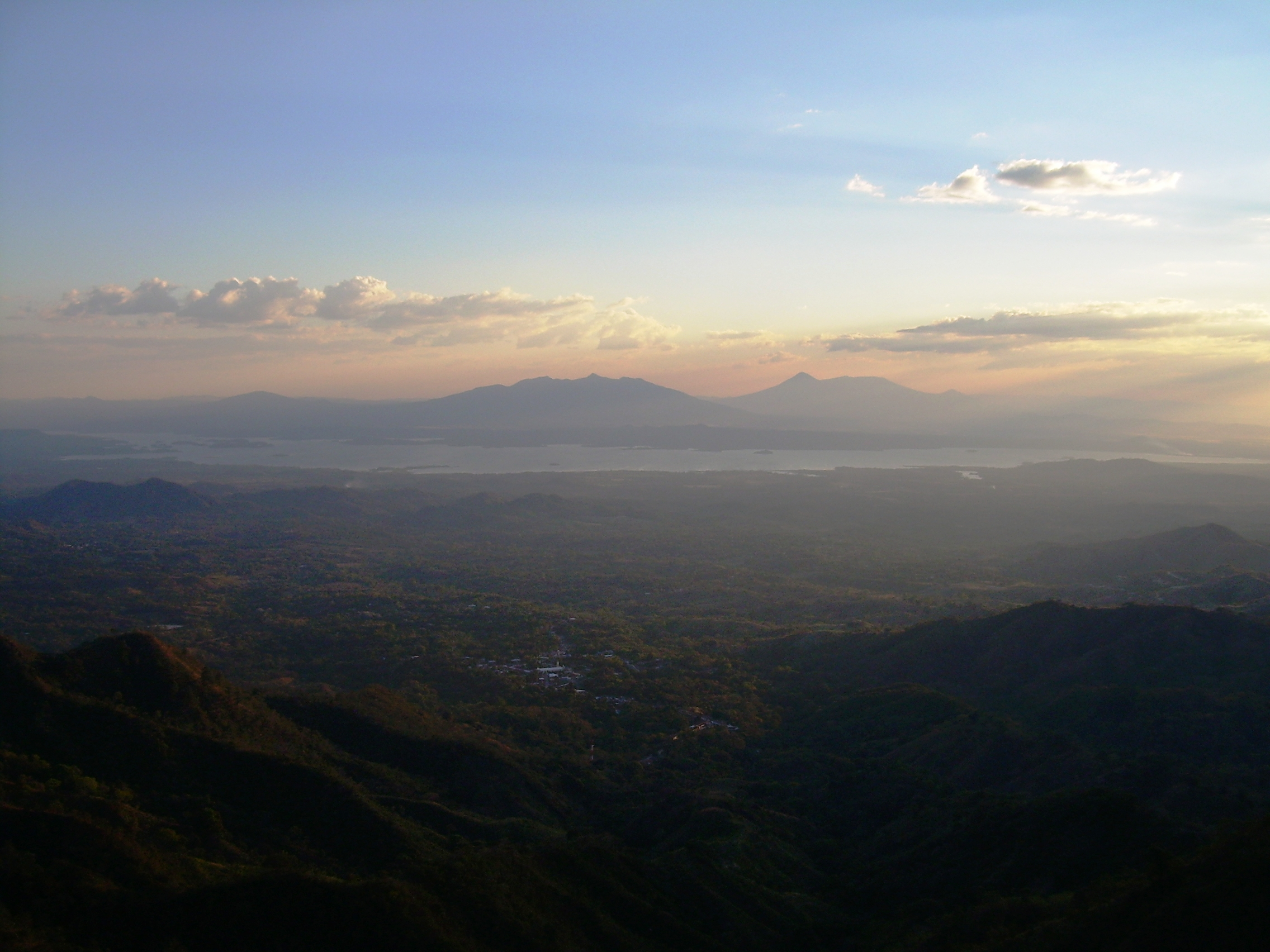
Panorámica del Lago de Suchitlán, cerro Guazapa, volcán de San Salvador, y río Lempa desde el departamento de Chalatenango.

Museo Comunitario "La Memoria Vive"
Inaugurado en septiembre de 2010, el museo exhibe cinco áreas para el conocimiento de la historia y tradiciones de Suchitoto y sus comunidades.
Museo de la Moneda
Fue inaugurado en junio de 2011, y dispone de cinco salas. Algunas muestran imágenes religiosas y objetos curiosos; una de ellas es dedicada exclusivamente para billetes y monedas de El Salvador, y dos a diferentes monedas del resto del mundo, entre las que destaca un tetradracma, la más antigua del museo.
Casa de la Abuela
Inaugurada en 2008, es un centro de exhibición de arte y venta de productos artesanales y souvenirs. El inmueble albergó a los investigadores de Ciudad Vieja, y posteriormente a la Galería Soto.

## Espacios naturales
Lago de Suchitlán - Puerto San Juan
El embalse de la Central Hidroeléctrica Cerrón Grande es conocido como Lago Suchitlán (lugar de flores), nombre concebido por Alejandro Cotto. Este impresionante lago artificial fue creado por medio de un embalse en 1973. y es compartido por cuatro departamentos, con una fauna lacustre cuya mayoría de especies fueron introducidas. Suchitoto es la ciudad con más rápido acceso al lago, y cuenta con el Puerto San Juan, que es un complejo turístico que ofrece servicios para el turismo y áreas de embarque, comida y descanso. Desde ahí se puede acceder al ferry para transportar vehículos a la ribera norte del lago, donde se puede visitar los pueblos de San Luis del Carmen y San Francisco Lempa.
Cerro Guazapa

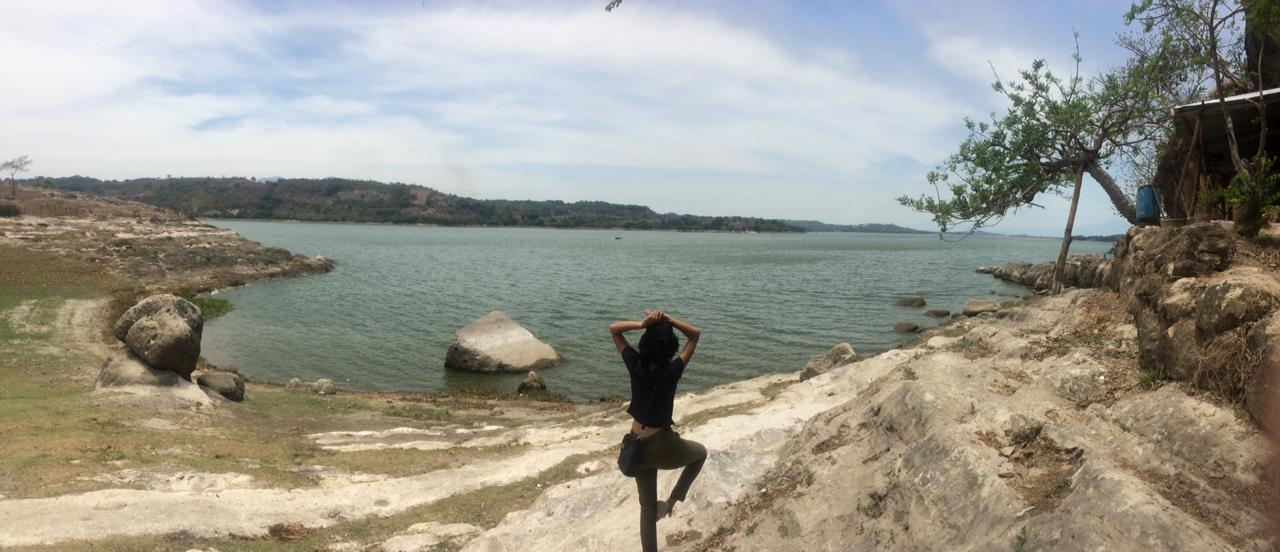
Isla del Lago Suchitlán, Puerto San Juan, Suchitoto. Tomada desde La Cueva del Ermitaño.

El cerro Guazapa es un lugar de riqueza cultural y natural, que se encuentra además ligado a la guerra civil de los años 1980. Guarda vestigios del conflicto como trincheras, tatús (cuevas de resguardo guerrilleras), o tumbas. Además existen rastros de obrajes de añil. En cuanto a su ecosistema, posee áreas a donde se estiman unas 200 especies de plantas y 27 especies de aves, mamíferos y reptiles; aparte de quebradas y cascadas.
Cascada Los Tercios

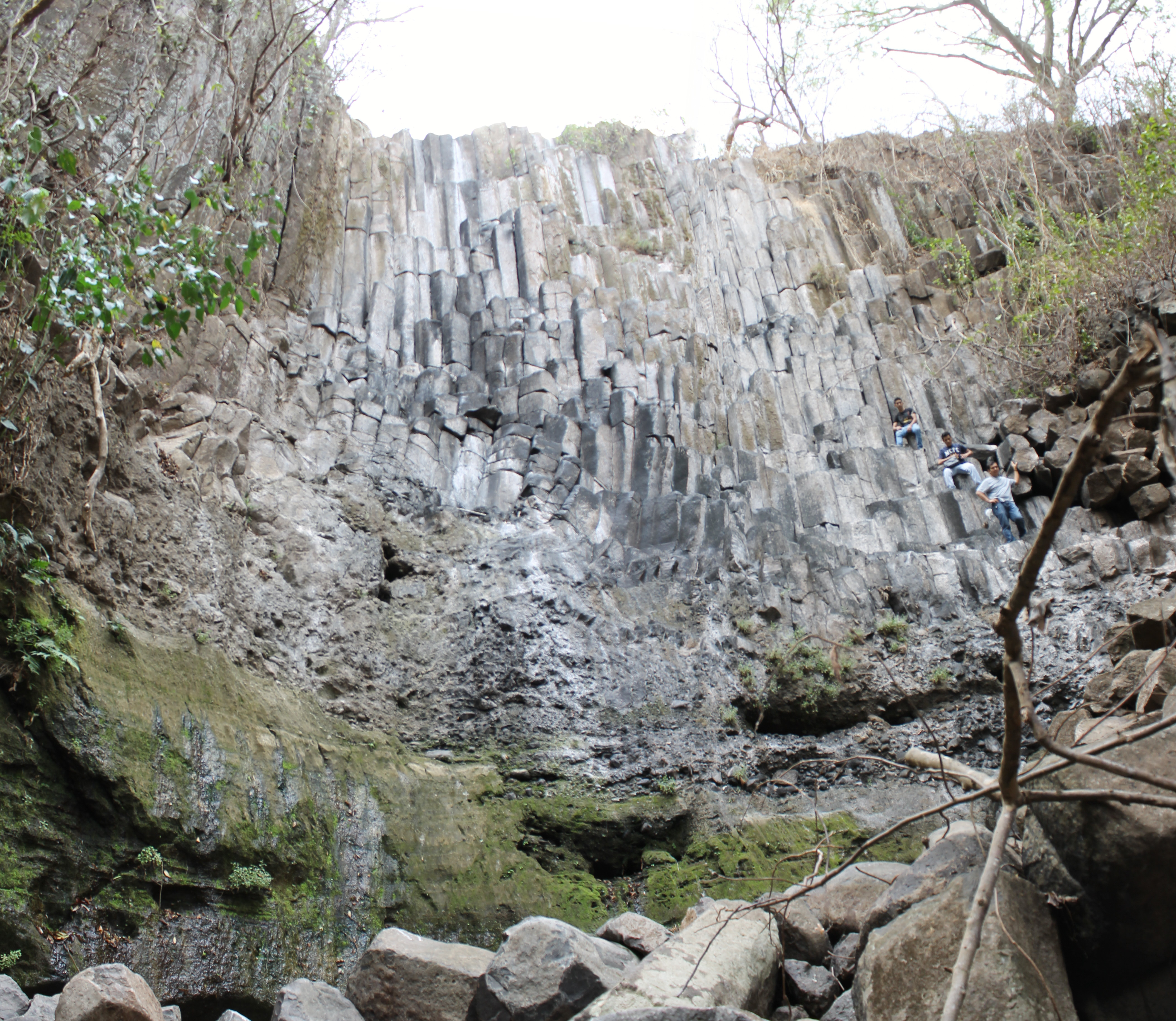
Panorama Cascada los Tercios

Destaca por la peculiar pared vertical de diez metros, formada de rocas hexagonales de basalto originados por un afloramiento de magma y un brusco enfriamiento.

## Personas destacadas

### Alejandro Cotto
Alejandro Cotto, cineasta, escritor, poeta y promotor cultural reconocido internacionalmente por su trabajo, era conocido como el “Hijo de Suchitoto”. Nació el 13 de noviembre de 1928 en Suchitoto.
Se encargó de fomentar la cultura y las artes en su municipio natal. Creó el Teatro “Alejandro Cotto”, que es administrado por el Patronato de Restauración Cultural de la Ciudad. En sus instalaciones, se celebra anualmente el Festival Permanente de Arte y Cultura, establecido por Cotto en 1991.

Por su labor cultural, la Asamblea Legislativa lo declaró “Hijo Meritísimo” el 12 de noviembre de 1992, y se le otorgó el Premio Nacional de Cultura por “Rescate Cultura “en 1997. 

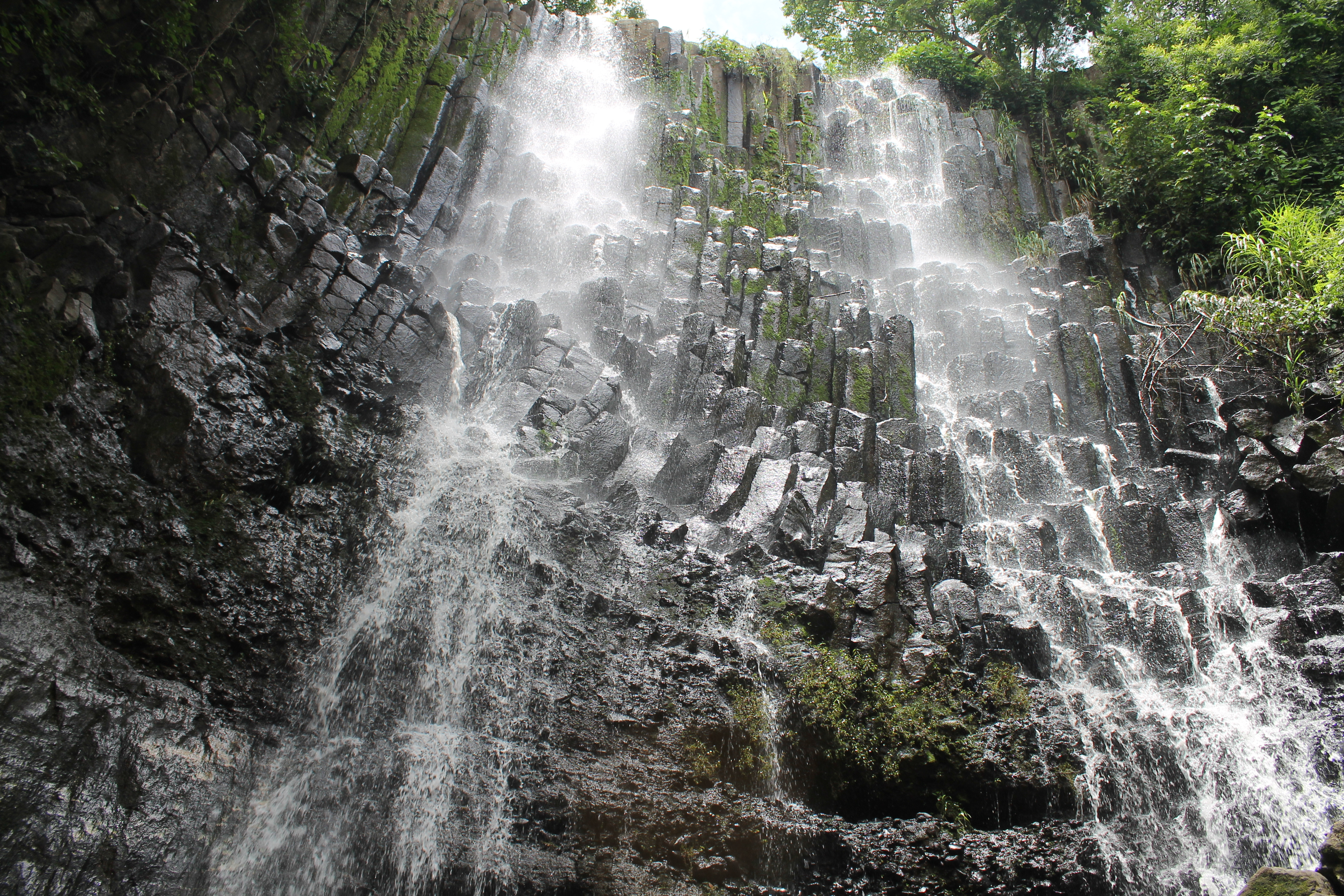
Cascada los Tercios en el mes de agosto

## Personas destacadas
- Alejandro Cotto (1928 - 2015), cineasta, escritor, poeta y promotor cultural
- José María Cañas (1809-1860), militar, participó en la Guerra Nacional de Nicaragua
- José Mariano Hernández Martínez (1786-1864), vicepresidente de El Salvador (1854-1856)
- Pío Romero Bosque (1860-1935), Presidente de El Salvador (1927-1931).
- Alfonso Quiñónez Molina (1874-1950), presidente de El Salvador (1914-1915), (1918-1919) y (1923-1927).
- Arturo Araujo (1878-1967), presidente de El Salvador (1931-1931).
- Juan Cotto (1900-1938), poeta y periodista.
- José Luis Escobar Alas (1959), arzobispo de San Salvador.